# Nennesmo (naturreservat)
Nennesmo är ett naturreservat i Gislaveds kommun i Jönköpings län.
Området är naturskyddat sedan 2017 och är 84 hektar stort. Reservatet är mark som varit sjöbotten under Fornbolmen och nu består av talldominerad gammelskog. 